# Federação Portuguesa de Futebol
Federação Portuguesa de Futebol (FPF) – ogólnokrajowy związek sportowy działający na terenie Portugalii, będący jedynym prawnym reprezentantem portugalskiej piłki nożnej, zarówno mężczyzn, jak i kobiet, we wszystkich kategoriach wiekowych w kraju i za granicą. Został założony w 1914 roku, w roku 1923 przystąpił do FIFA, a w roku 1954 do UEFA.

## Organizowane rozgrywki
Rozgrywki międzynarodowe Kobiet
- Puchar Algarve

Rozgrywki ligowe
- Primeira Liga
- Segunda Liga
- Campeonato Nacional
- III Divisão
- Júniores U19
- Júniores U17
- 1a Divisão Women

Rozgrywki Pucharowe
- Taça de Portugal
- Taça da Liga
- Super Cup
- Club Friendlies